# Kline Iron and Steel
Kline Iron and Steel était une entreprise américaine basée à Columbia en Caroline du Sud. Créée le 23 février 1923, sous le nom de Kline Iron and Metal Co., la société est principalement connue depuis 1953 pour la construction de tours de télédiffusion. Elle était à l'origine de la structure artificielle la plus haute du monde, le mât de KVLY-TV, dépassé en 2008 par le Burj Khalifa.

## Histoire
La Kline Iron and Metal Company est fondée le 23 février 1923.

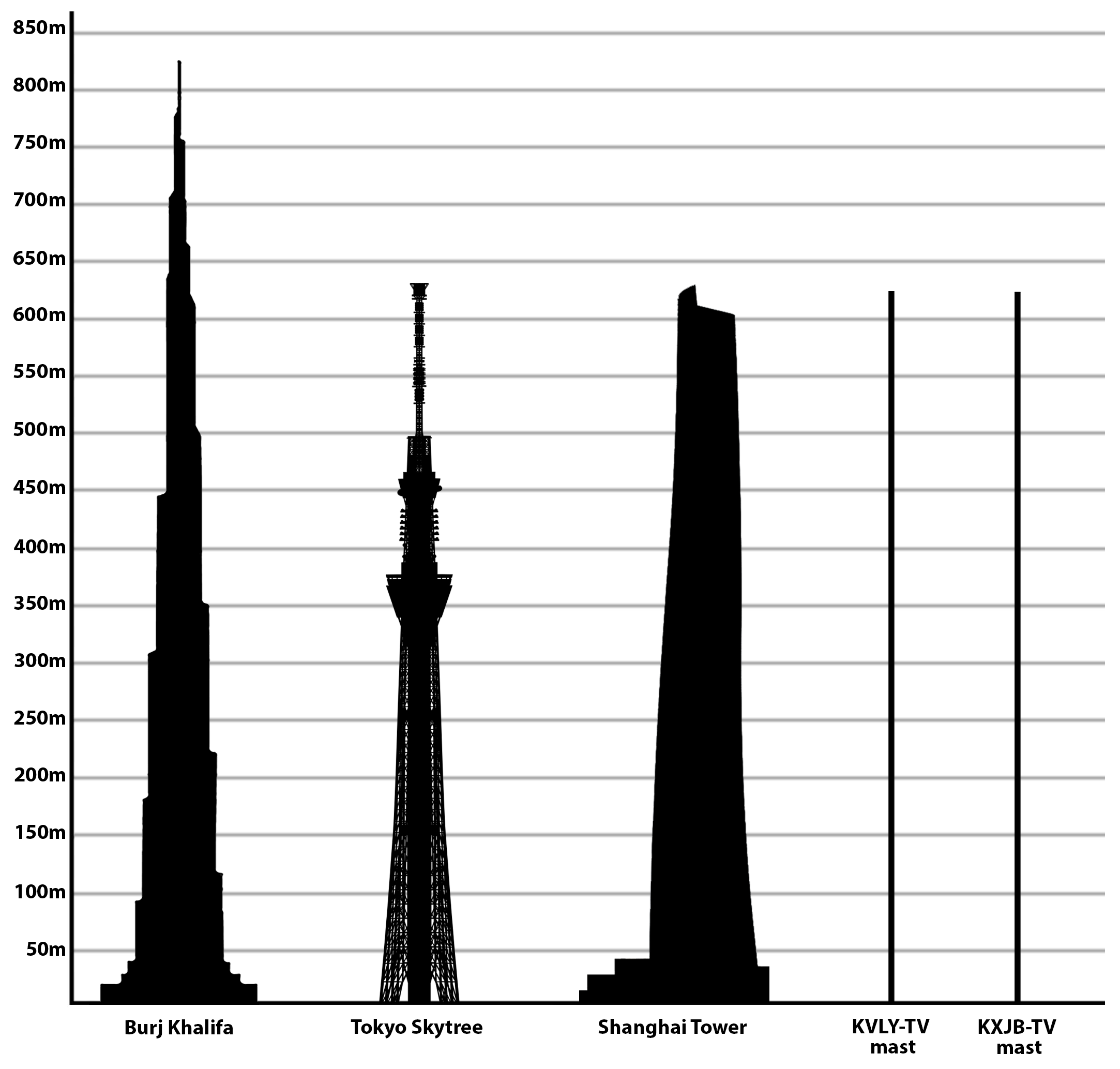
Comparaison entre le mât de KVLY-TV (en quatrième position) et les autres plus grandes structures du monde.

Le 13 août 1963, la compagnie achève la construction du mât de KVLY-TV (un mât de télédiffusion situé dans le Dakota du Nord) pour un coût de 500 000 dollars. Le mât atteint une hauteur de 623,8 m et constitue alors la plus haute structure d'origine humaine au monde. Il est supplanté en 1974 par la tour de transmission de Radio Varsovie. Lorsque celle-ci s'écroule en 1991, le mât reprend la première place en tant que plus haute structure artificielle du monde, place qu'il occupe jusqu'au 27 mars 2008 ou il est dépassé par le Burj Khalifa.
En 1984 la société Central Tower est fondée et est acquise en 2001 par Dielectric Communications.
En 2004, Dielectric Communications acquiert Kline Iron and Metal, Co et en 2005, Central Tower et Kline Tower fusionnent pour former Dielectric Tower Operations.
En 2006, Dielectric Tower Operations est vendue à Liberty Industries pour former Tower Innovations.